# Protea denticulata
Protea denticulata (лат.) — небольшой кустарник, вид рода Протея (Protea) семейства Протейные (Proteaceae), эндемик Южной Африки.

## Таксономия
Вид Protea denticulata был впервые описан в 1974 году южноафриканским ботаником Джоном Патриком Рурком в Journal of South African botany.

## Ботаническое описание
Protea denticulata — густой кустарник высотой до 1 м и 2 м в диаметре. Цветёт в августе-октябре. Семена высвобождаются через 1-2 года после цветения и разносятся ветром.

## Распространение и местообитание
Protea denticulata — эндемик Западно-Капской провинции Южной Африки. Растёт в окрестностях Потберга на средние горных склонах на песчаниковых почвах, на высоте 120—300 м над уровнем моря.

## Экология
Растение способно снова прорасти из своего подземного корневища после лесного пожара.

## Охранный статус
Вид классифицируется как «близкий к уязвимому положению». 